# Râul Ghițălăria
Râul Ghițălăria este un curs de apă, afluent al râului Jijia. 